# Organisatie van tramwegsystemen

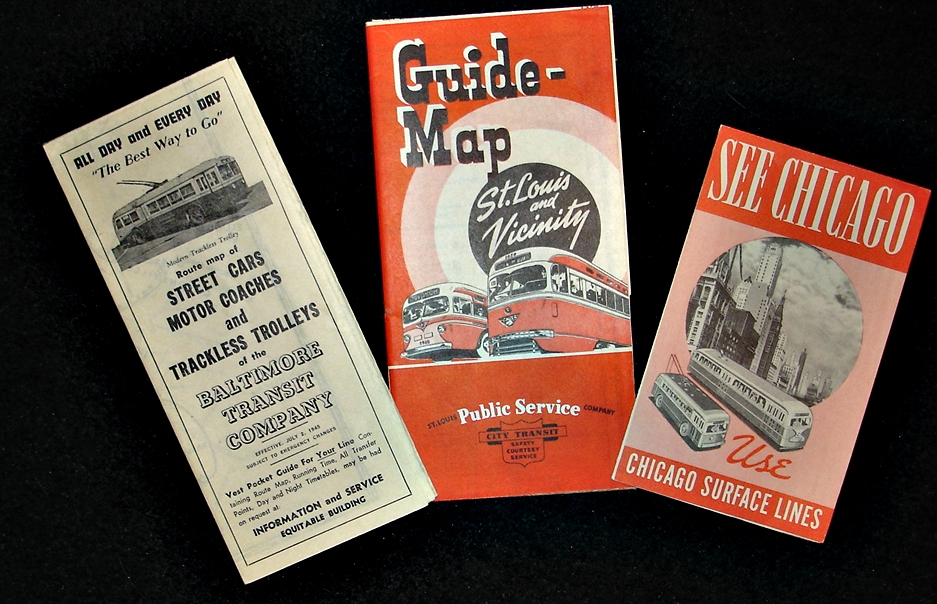
Promotiemateriaal uit de jaren 1930 uit Baltimore, Saint Louis en Chicago in de VS

Bij een tramlijn gaat het om een aantal (stads)trams die in een bepaalde tijdsafstand van elkaar (interval of frequentie) van de ene naar de andere bestemming rijdt. Dit gaat doorgaans over dezelfde route. Een samenstelling van een aantal tramlijnen noemt men een tramnet.
Voor aanduiding van lijnen werden aanvankelijk houten en emaille borden en glas gebruikt. Deze werden later vervangen door lijnfilms, matrixaanduidingen en led-aanduidingen. Lijninformatie op trams bestaat uit de bestemming van de passerende tramwagen en meestal het lijnnummer waaronder gereden wordt.

## Eerste aanduidingen

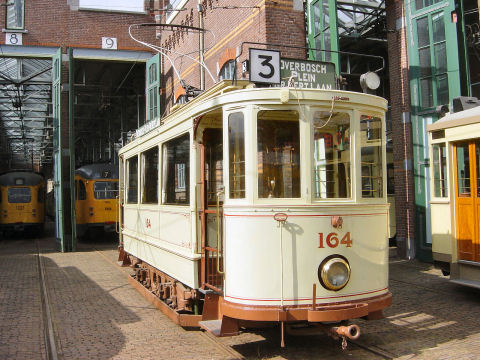
Typisch voorbeeld van de bestemmingsaanduiding rond 1915: serienummer van de wagen op het balkon, bord met bestemming in de lijnkleur groen en geschilderd lijnnummer. De laatste twee onverlicht.

Daar waar in een stad vanaf ongeveer 1870 meer tramlijnen (van vaak meer dan één bedrijf) in díe stad werden aangelegd, ontstond vanzelf bij het publiek behoefte te kunnen uitmaken waar de passerende tram heen ging en welke haltes deze onderweg aandeed.
Trambedrijven begonnen, naast de trotse vermelding van de naam en het logo van hun bedrijf, ook de serienummers op hun wagens te schilderen. Later brachten ze er ook reclame op aan. De aanduiding voor een bestemming werd meestal met de hand op een langwerpig bord geschilderd. Daarvan werden er meerdere gemaakt, waarbij er per tram twee - één per kant - onder de raampartij of op het dak van de wagen werden aangebracht. Aan de voorzijde werd volstaan met een rechthoekig bord. De eindbestemming werd daarop geschilderd. De andere kopkant van de tram had ook zo’n bord (met de andere eindbestemming) zodat altijd de juiste bestemming kon worden getoond. Dit was mogelijk omdat de trams in die tijd niet keerden via een lus maar met een wissel het andere spoor bereikten of bij enkelspoor dezelfde baan terugnamen. Deze eerste aanduidingen waren meest onverlicht.
Naarmate steden groter werden, de tramnetten expandeerden en het stratenpatroon ingewikkelder werd, reden meerdere lijnen van verschillende beginpunten naar dezelfde bestemming, bijvoorbeeld naar de stadscentra of belangrijke spoorwegstations. Op die manier ontstond de behoefte aan meer onderscheid en deden extra aanduidingen hun intrede: nummers, letters, bepaalde gekleurde plaatjes (pictogram) of kleuraanduidingen (of combinaties ervan).
Het gebruik van kleuren en pictogrammen was vooral gericht op de grote hoeveelheid analfabeten in de steden rond 1900 die noch cijfers noch letters konden lezen. Deze kleursystemen werden snel ingewikkeld en zeer onderhoudsgevoelig, zodat zij in de jaren 1920 op veel plaatsen verdwenen waren. Een overblijfsel hiervan is nog in een aantal steden te vinden, zoals in Amsterdam en Antwerpen, waar tot de dag van vandaag - naast lijnnummers en bestemmingsaanduiding - lijnkleuren worden gebruikt. Dat kan gebeuren uit nostalgische overwegingen (de meeste mensen kunnen nu wel lezen), maar ook om de lijn vanaf grotere afstand kenbaar te maken. Ook bij de Tram van Kopenhagen werd tot aan de opheffing van het trambedrijf in 1972 met lijnkleuren gewerkt.

## Nummers en letters

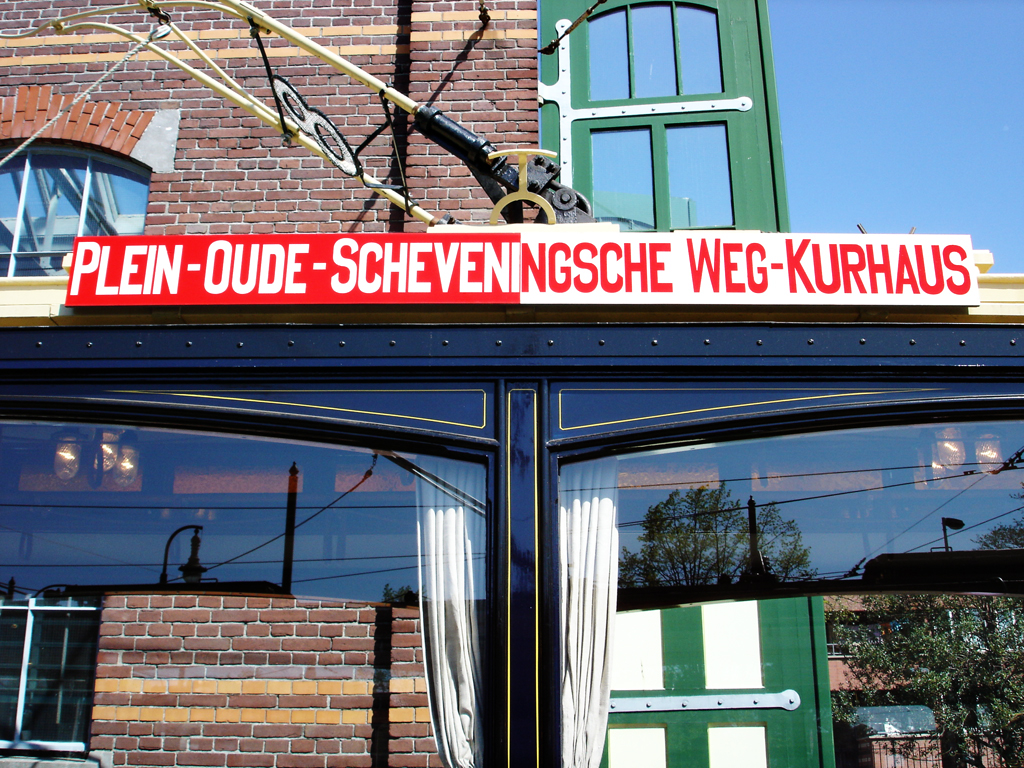
Zijkoersbord in de lijnkleuren (rood/wit) met de bestemmingen van de Haagse lijn 8. Museummotorwagen (replica) 2 van de HTM

Het is bij het stads- en streekvervoer gebruikelijk dat de routes worden aangeduid met een lijnnummer (soms -letter) die duidelijk op de voertuigen vermeld wordt. Bij de spoorwegen bestaan zulke nummers ook (zie Treinserie) maar daar zijn ze alleen voor intern gebruik - de bestemming van een trein wordt voldoende gevonden.
Nummer- en letteraanduidingen werden eerst op dezelfde manier aangebracht: op houten borden. Op de voorkant van de trams werden - naast het omklapbare rechthoekige bord voor de bestemming -  vierkante borden aangebracht, waarop het nummer of de letter geschilderd was. 
In latere stadia werden deze van glas gemaakt, zodat men ze in een houder kon plaatsen, met erachter een lamp, zodat in het donker in ieder geval het lijnnummer of de -letter leesbaar was.
Ook bestonden draaibare richtingtrommels: vierkante bij de stadstrams van Utrecht en zeskantige bij de stadstrams van de Blauwe Tram en de interlokale motorwagens van de Limburgsche Tramweg Maatschappij, waardoor er meer dan twee bestemmingen gekozen konden worden.
Ondanks expansie van de stad en het bedrijf ging niet ieder trambedrijf over op het gebruik van nummers of letters en evenmin op het gebruik van kleuren. Veel Amerikaanse steden, hoe groot ook, gingen nooit (consequent) over op de vermelding ervan. Administratief hadden de lijnen echter wel vaak nummers.
- Voorbeelden van mogelijkheden
  - Chicago - een aanduiding van de belangrijkste straat waarover de tramlijn reed (bijvoorbeeld Roosevelt), geen nummers behalve in de latere series PCC-cars en sommige oude trams; wel voor elke lijn administratieve nummers;
  - Detroit - alleen aanduiding van de belangrijkste straat waarover de tramlijn reed (bijvoorbeeld Michigan), daarna een half ingevoerde poging tot lijnnummering en later alleen administratieve nummers;
  - Toronto - alleen bestemmingsaanduiding of alleen aanduiding van de belangrijkste straat waarover de tramlijn reed (bijvoorbeeld King), pas in de jaren 1980 lijnnummers (bijvoorbeeld 502);
  - Boston - bestemmingsaanduiding met nummers (maar niet alle lijnen), later vervielen alle nummers en bleven slechts administratief; in de jaren 1980 invoering van lijnletters (bijvoorbeeld D);
  - Albany/Troy - altijd alleen bestemmingsaanduiding;
  - San Francisco (SF Muni) - bestemmingsaanduiding en letter (B - GEARY);
  - Amsterdam - bestemmingsaanduiding, lijnnummer én kleurenaanduiding (tot op heden);
  - Den Haag - bestemmingsaanduiding, lijnnummer én kleurenaanduiding. De kleurenaanduiding verdween in de jaren 1920. Er bestond ook een tramlijn met alleen een letter (A). Tevens werden combinaties van cijfers en letters gebruikt: bijvoorbeeld 6K op een groene ondergrond.
  - Wenen - bestemmingsaanduiding, lijnnummer (31) of lijnletter (D) of combinatie van letter en nummer (E2) of nummer en letter (42A); combinatie van 2 letters (Ak) of twee lijnnummers (8/49);

Het meest wijdverbreid was echter de aanduiding van een lijnnummer en een bestemming. In Belgische steden zoals Brussel en Antwerpen was het tot voor kort de gewoonte beide eindpunten te vermelden, ongeacht het eindpunt waarheen de tram op weg was.

## Promotiemateriaal
Al vanaf 1900 lieten vele bedrijven met steeds ingewikkeldere lijnennetten mooi geïllustreerde brochures drukken. Hierin kon worden geadverteerd en het openbaarvervoerbedrijf prees zijn toeristische rondritten er in aan. De brochures werden gratis bij allerlei verkooppunten en bijvoorbeeld ook op stations of in de schouwburg verspreid.
De traditie van het uitbrengen van een lijnennetkaart bestaat tot op heden. Niet overal is het meer gratis. De lijnennetkaarten zijn soms weergaven van de werkelijkheid - gebaseerd op een topografische kaart waarin dan de lijnen zijn ingetekend - of schematische weergaven van het net die tot ware kunstuitingen zijn uitgegroeid. De schematische kaarten die London Transport uitbrengt voor haar metronet is daarvan een beroemd voorbeeld.

## Keuze voor nummers en letters
Waarom kozen openbaarvervoerbedrijven voor letters voor hun tramlijnaanduiding, andere voor nummers en weer andere voor combinaties daarvan?
Binnen vele bedrijven werd voor nummering gekozen omdat er dan meer dan 26 lijnen mogelijk zijn. Kleine bedrijven kozen nogal eens voor letters, sommige schakelden van letteraanduiding over op cijfers.
Lijnletters konden betrekking hebben op de bestemming. Zo reed in Düsseldorf de interlokale lijn D naar Duisburg, lijn K naar Krefeld en lijn V naar Vohwinkel.
Simpeler was de oplossing die de Haagse tram koos voor de buitenlijnen. Zij kregen geen lijnnummers. De lijnfilm gaf alleen de bestemming aan. Officieel hadden deze lijnen I-nummers, waarbij de "I" stond voor "Interlokaal". Aldus reed lijn I¹ naar Delft, lijn I² naar Leiden en lijn I³ naar Voorburg. Dit stond op de haltes en lijnennetkaarten aangegeven, maar niet op de trams. Ook andere interlokale tramlijnen in Nederland voerden geen lijnnummers.
In de keuzes van lijnnummers voor tramlijnen zit meestal geen enkele logica. Doorgaans kregen de allereerste lijnen de lijnnummers 1 en 2 en vaak groeiden deze uit tot belangrijke lijnen. Als er wel logica bestond, ging deze door latere wijzigingen in de lijnenloop meestal weer verloren. Sommige trambedrijven streven naar aaneensluitende nummerreeksen en gaan daarom over tot het veranderen van historisch gegroeide lijnnummers waaraan de reizigers al tientallen jaren gewend zijn. Zo kregen in 1968 de Rotterdamse tramlijnen 10 en 14 de nieuwe nummers 6 resp. 4, zonder dat er iets essentieels aan de route veranderde. De huidige lijn 8 is feitelijk nog steeds de oorspronkelijke lijn 10 later lijn 6. Amsterdam heeft er bij het heropenen van verdwenen routes naar gestreefd de oude lijnnummers opnieuw te gebruiken. Dit was het geval bij lijn 12, lijn 14 en de inmiddels weer verdwenen lijn 6, die alle gedeeltelijk de route terugkregen van hun verre voorgangers met hetzelfde lijnnummer. Bij de in 1978 opnieuw in dienst gestelde lijn 5, in 1993 bij lijn 11 en in 2020 bij lijn 25 is er geen enkele logica. Dit was ook het geval bij Circletram 20 die van 1997-2002 reed en voor beide richtingen een aanduiding had, 20A en 20B.
Het is goed mogelijk dat verschillende vervoersbedrijven dezelfde lijnnummers gebruiken, maar alleen als ze niet in contact met elkaar komen. Zijn er in een stad twee vervoersbedrijven - een voor stads- en een voor streekvervoer - dan zorgt men ervoor dat de lijnnummers niet overeenkomen. In het Ruhrgebied zijn in 1980 de lijnnummers per stad of per aantal steden ingedeeld zoals Krefeld met de lijnen 041-044 tot Duisburg met de lijnen 901 en 903. De andere steden hebben nummers in de 100 tot 800 serie. Dit gold ook in de regio Keulen en Bonn waarbij de lijnen uit Bonn lijnnummers in de 60 kregen waarbij de lijnen uit Keulen de lage nummers behielden. 
In Toronto hebben de lijnen nummers in de 500. Verder komen nummers boven de 100 voor in onder meer Melbourne (lijn 109) en vroeger in Brussel (lijn 101,102 en 103) en in Rome. (de huidige lijn 2 had oorspronkelijk het lijnnummer 225)
Een ander fenomeen is het plaatsen van een rode of witte streep door het tramlijnnummer. Deze aanduiding kon in veel steden worden aangetroffen en duidt op het feit dat het bijvoorbeeld wel lijn 1 betreft maar dat deze niet de hele route van lijn 1 rijdt. Voor op de tram was dan merendeels een extra bordje in een houder aangebracht met de aanduiding SHORT TURN (in de Verenigde Staten) of ‘Kurzstrecke’ (in Duitsland). Het streepje wordt zo nu en dan nog gebruikt. In Vlaamse steden sprak men dan bijvoorbeeld van "lijn doorstreepte zeven".

## Uitzonderingen
Vanzelfsprekend zijn er op deze keuzes uitzonderingen. Twee voorbeelden:
- In Pittsburgh werd na het ontstaan van één bedrijf in de hele stad gekozen voor een systeem waarbij tramlijnen oplopend tegen de klok in werden genummerd. De lijnen 1 - 5 reden naar het noordwesten van de stad; 6 - 13 naar het westen; lijnen in de 20 en 30 naar het zuidwesten; lijnen in de 40 en 50 naar het zuiden enz.
- In Wenen is jarenlang een zeer doordacht systeem in gebruik geweest. Dit ontstond rond 1906 toen het zeer grote trambedrijf de pictogrammen die men gebruikte - in Wenen ‘Hyrogliephen’ genoemd - afschafte.

Er werden 3 soorten lijnen onderscheiden, zogenaamde ‘Radiallinien’, Tangentiallinien’ en ‘Durchgangslinien’.
De radiale lijnen werden consequent 21 tot en met 83 genummerd. De tangentiële lijnen kregen de nummers 2 tot en met 10 (later werd dat - door de ingebruikname van meer van deze lijnen - tot en met 20). Alle doorgaande lijnen kregen letters.
In Wenen is dit systeem nog wel in gebruik, maar niet meer intact, en wordt het niet meer consequent toegepast.

## Curieus
Een curieus voorbeeld is de ingebruikname van de letter ‘A’ voor een nieuwe tramlijn in Den Haag. Deze tramlijn ontstond nadat de lijnnummers 1 tot en met 12 in gebruik waren genomen en deze ‘A’ had dus lijn 13 moeten worden.
Omdat de hoogst genummerde tramlijn alle andere lager genummerde tramlijnen bij kruisingen voorrang moest geven, zou lijn 13 wel heel traag worden en dit werd niet geaccepteerd door het publiek dat van de lijn gebruik ging maken. Deze nieuwe lijn voerde namelijk door een aantal chique wijken (zoals het Statenkwartier). De bewoners waren niet gediend van vertragingen door tramlijnen uit de arbeiderswijken (zoals lijn 6). De HTM was gevoelig voor deze kritiek en doopte de nieuwe lijn ‘A’ zodat deze voorrang had op alle andere tramlijnen en het eerdere voorrangssysteem kon blijven bestaan.
Waarom gaf de HTM dan deze tramlijn niet het nummer 1? Dat komt doordat op dat moment lijn 1 ook een chique tramlijn was - zij bediende Archipelbuurt en Denneweg - en het was dus geen oplossing die het nummer 13 te geven. Toen overigens een aantal jaren later het traject van deze lijn 1 werd opgeheven, werd lijn ‘A’ alsnog hernummerd naar 1 en heeft als zodanig nog 30 jaar gereden.
Nog curieuzer was de Arnhemse tramlijn TOL. Dit was de benaming voor de Tramlijn Oosterbeek Laag, die van 1937 tot 1944 door het gemeentelijke bedrijf GETA werd geëxploiteerd. De stadstrams in Arnhem (behalve de nieuwste, die lijnfilms hadden) voerden het lijnnummer op een rond wit schild, maar bij deze lijn stond hier de aanduiding TOL.

## Tramlijnen werden vaak gewijzigd
De expansie van steden, vergroting van tramnetten en herschikking van lijnen veroorzaakte vele wijzigingen waardoor een kostbaar en arbeidsintensief bedrijfsonderdeel ontstond: de bordenmakerij. Trambedrijven werden genoodzaakt grote voorraden houten aanwijsborden en lijnnummerglaasjes in voorraad te houden en voortdurend nieuwe borden te schilderen als er wijzigingen waren. Soms, bij eindpunten van meer tramlijnen, ging de tram van (bijvoorbeeld) lijn 1 verder als lijn 2 (omdat dit rationeler was voor de bedrijfsuitvoering). Dan moesten ter plekke het lijnnummer en het aanduidingsbord worden verwisseld. Bij deze eindpunten werden ook kleine voorraden gehouden en was personeel aanwezig om de borden te wisselen. Deze kostbare gang van zaken leidde indirect tot de ontwikkeling van de lijnfilm.

## Lijnaanduiding

### Lijnfilms

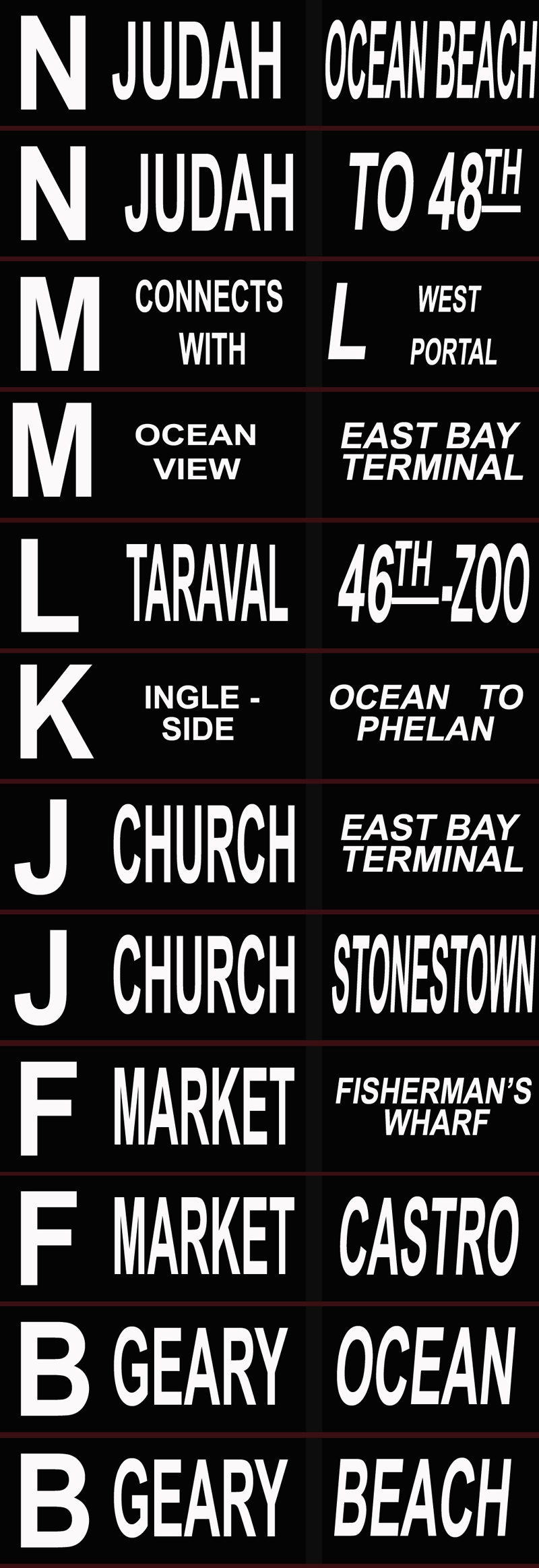
De lijnfilmrol op de PCC-cars in San Francisco

Een lijnfilm was meestal een witte canvas rol die lichtdoorlatend was. Door er eerst een zwarte ondergrond op te verven maar ruimte te laten voor witte letters en cijfers konden alle bestemmingen, lijnen en nummers op één rol worden gedrukt. Die ene rol kon, na reproductie, in een metalen kast op alle trams worden aangebracht. De kast had aan de bovenkant en de onderkant een lat waarin de rol was gefixeerd. Tussen de twee latten (of later metalen staafjes) was ruimte gelaten zodat de juiste informatie kon worden getoond. Precies op die plek was, merendeels in het beginstadium door middel van twee gloeilampjes, verlichting aangebracht. De kast was aan de voorkant van glas voorzien.
Vele bedrijven hadden voor de lijnnummers of -letters aparte kastjes omdat lijnen in de loop der tijd (frequent) konden veranderen.
Zo was de lijnfilmkast geboren. De lijnfilm kan door de trambestuurder bij het eindpunt met een slinger worden doorgespoeld naar de juiste retourbestemming.
Na de Tweede Wereldoorlog werd het canvas massaal door glimmende plastics vervangen die goedkoper konden worden herdrukt en vernieuwd. Door de opmars van elektronische systemen werd het ook mogelijk dat de lijnfilm automatisch doorspoelde.

### Matrixaanduidingen
Een matrixaanduiding op trams bestaat uit een hoeveelheid in hoogte en lengte geplaatst aantal punten, die aan de ene kant bijvoorbeeld geel of wit zijn en aan de andere kant zwart. Deze punten kunnen door elektronica worden gestuurd, zodat binnen de hoeveelheid punten tekst kan worden uitgebeeld.

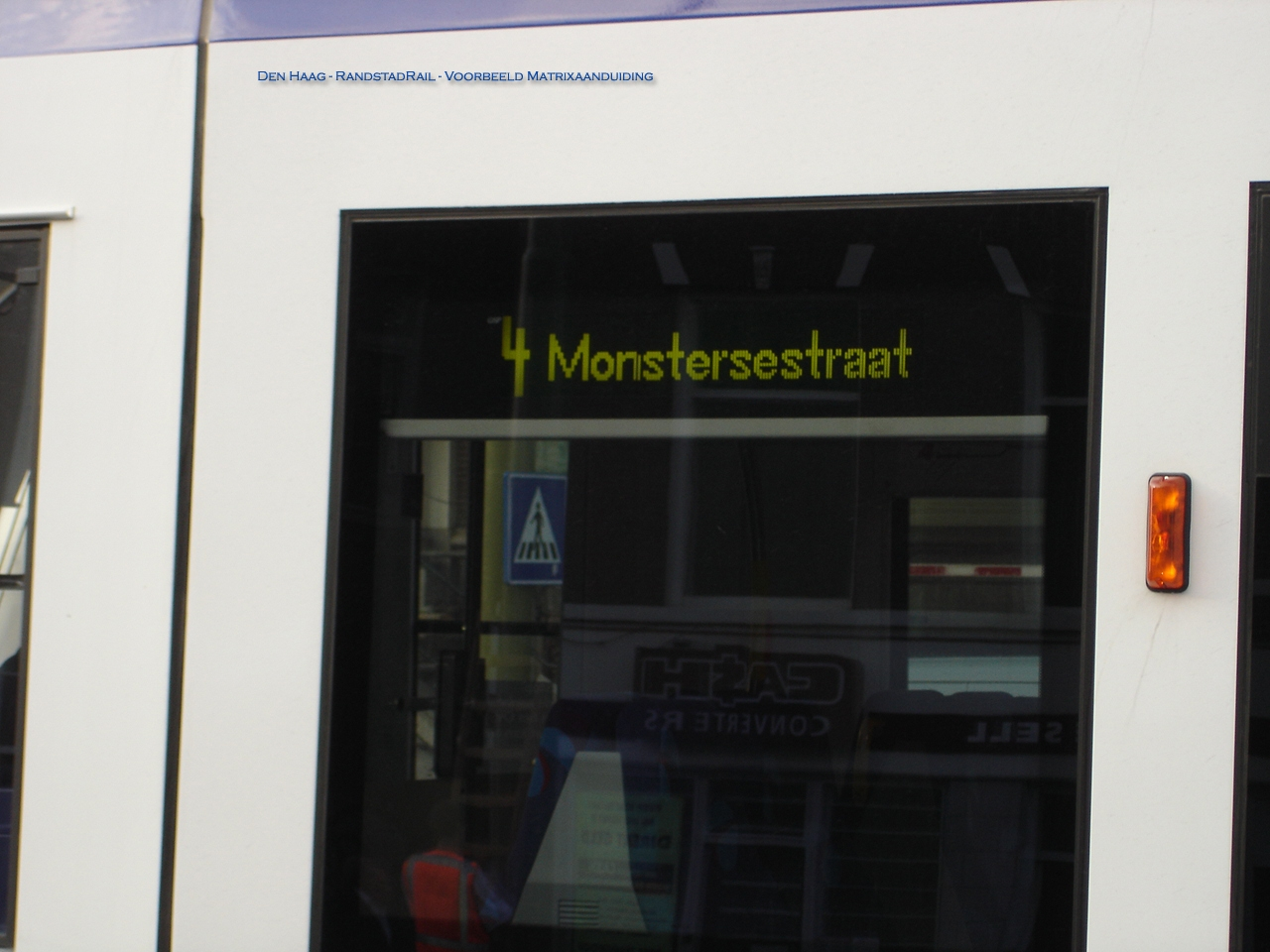
Voorbeeld van een minder goed leesbare matrixaanduiding op voertuig van RandstadRail

De matrixaanduiding vervangt op de nieuwere trams en bussen de lijnfilms. Tramhobbyisten betreuren deze ontwikkeling, maar het is in feite een rationalisatiemaatregel. 
Een beweegreden: toen in Den Haag de nieuwe trams van de serie GTL in de jaren 1980 werden aangeschaft, waren op de lijnfilms bestemmingen aangebracht die nooit werden gebruikt (Steenvoorde, Waldeck). Daarentegen ontbraken bestemmingen die enige jaren later in gebruik werden genomen (Delft Tanthof), waardoor kostbare aanpassingen nodig waren.
Wat jaren later werd in Den Haag besloten dat er tramlijnen in dienst zouden komen die kortere trajecten reden dan de gebruikelijke lijn. Deze moesten voor het publiek te onderscheiden zijn. Eerst werd gekozen voor de toevoeging van een 5 voor het lijnnummer; lijnfilms met daarop 53, 56 en 59 werden aangeschaft. Een paar jaar later werd dit systeem verlaten en werd gekozen voor een toevoeging van de letter ‘K’ achter het lijnnummer met een witte letter op een groene achtergrond. Gevolg was wederom vervanging van alle lijnnummerfilms.Ten tijde van de aanschaf van de tweede serie GTL’s werd besloten dat deze blauw met wit zouden zijn en daar een blauw met witte lijnfilm wel goed bij zou passen. De 100 eerdere trams hadden een zwart met witte lijnfilm. Gevolg: twee systemen.
Het zal duidelijk zijn dat een matrixaanduiding op die manier rationeler is. De matrixaanduiding wordt wel als minder goed leesbaar beoordeeld. Op de nieuwste Amsterdamse Combino-trams is naast de matrixaanduiding nog een plastic rol aangebracht waarop de traditionele lijnkleuren worden getoond, als een nostalgisch gebaar. Matrixaanduidingen zijn soms kennelijk in de war. Dan ontstaan vreemde aanduidingen.

### Led-aanduidingen
Een led-aanduiding op trams bestaat uit een hoeveelheid in hoogte en lengte geplaatste zeer kleine puntjes, die verlicht kunnen worden óf niet. Deze punten kunnen door elektronica worden gestuurd, zodat binnen de hoeveelheid punten tekst kan worden uitgebeeld. Ze zijn beter zichtbaar dan matrixaanduidingen en zullen deze waarschijnlijk binnen bepaalde tijd vervangen.

## Secties, zones en chip
Tramlijnen werden door vele bedrijven voor de tariefberekening in een aantal secties geknipt. Zo betaalde men voor een langere rit, bijvoorbeeld meer dan 10 haltes, meer dan voor een rit met minder dan 10 haltes. 
Ten eerste kon men besluiten helemaal niet over te stappen (het zogenaamde ‘enkeltje’) of later op precies dezelfde wijze terug te reizen (een ‘retour’).
Vanaf het prille begin van het tramtijdperk reisde een conducteur mee. Een van diens taken was tijdens de rit kaartjes verkopen. Men betaalde voor de rit als de conducteur langsliep, men noemde zijn eigen bestemming en waar men was opgestapt en betaalde. In de vroegere tijd was dit al fraudegevoelig. Zichzelf begunstigen door een andere uit- of instaphalte te noemen beïnvloedde de prijs. Natuurlijk was de ervaren conducteur erop getraind te onthouden wie waar was ingestapt.

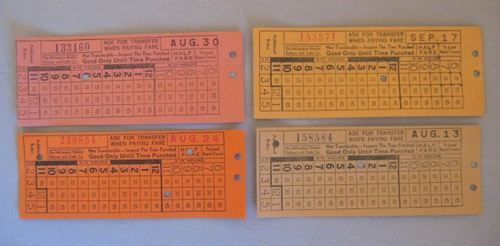
Tramkaartjes van de Milwaukee Electric Railroad, ongeveer 1940

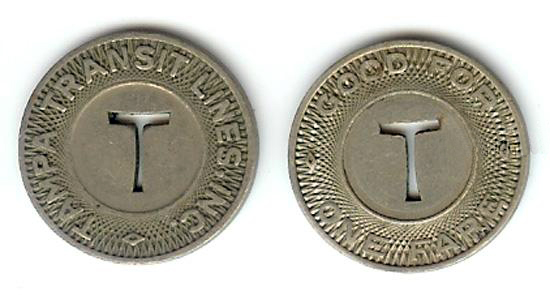
Token van de vroegere trammaatschappij in Tampa, Verenigde Staten

Sommige steden schakelden al vroeg over op een systeem van muntjes, zogenaamde 'tokens'. De muntjes hadden een vaste prijs en kocht men - zoals nu de strippenkaart - op vele verkooppunten in setjes van 5 of 10. Het simpelste systeem was 1 muntje voor een rit ongeacht de lengte van die rit. Deze muntjes waren in de Verenigde Staten populair. Door simpel een metalen doos naast de trambestuurder te plaatsen en een eenheidstarief te vragen, kon de conducteur worden afgeschaft. De fraudegevoeligheid zat in de mogelijkheid om knopen of een stukje nikkel in de doos te gooien. De trambestuurders hadden meestal goed geoefende oren.
Stapte men van de ene tramlijn over op de andere (het overstappen) dan golden andere regels. Vele bedrijven hanteerden voor overstappen een gereduceerd tarief en de conducteur verkocht deze combinatiekaartjes. Wel moest het bedrijf dan daarbij een systeem uitvinden dat het onmogelijk maakte een tweede keer over te stappen - want dat was niet in de prijs begrepen - en dat werd opgelost door kaartjes te maken waar de lijn en de opstaptijd van de eerste en de tweede lijn in geknipt konden worden. Bij grotere trambedrijven kon dit behoorlijk ingewikkelde kaartjes opleveren. Een oplossing hiervoor was logischerwijs geen tramlijnen bij tramlijnen op één kaartje te zetten waarbij men in ieder geval niet op elkaar kón overstappen.
Het indelen van tramlijnen in secties zette zich voort als het indelen van de lijnnetten in zones. In Nederland gold bijvoorbeeld in Den Haag, in de jaren 1970, een simpel tarief. Dat moest ook wel, gezien het feit dat de conducteur bij de intrede van de PCC-car op alle tramlijnen was afgeschaft.Er waren ‘enkele reizen’ en ‘overstapjes’ en aparte kaarten voor het ritje naar Delft, een paar abonnementen, een kindertarief en een 65+-tarief (de zogenaamde ‘hondenkaart’ omdat ze ook voor honden die men niet op schoot kon nemen moest worden gebruikt) en dat was alles. Eén halte meereizen of een hele tramlijn uitzitten was dus even duur.

### Strippenkaart

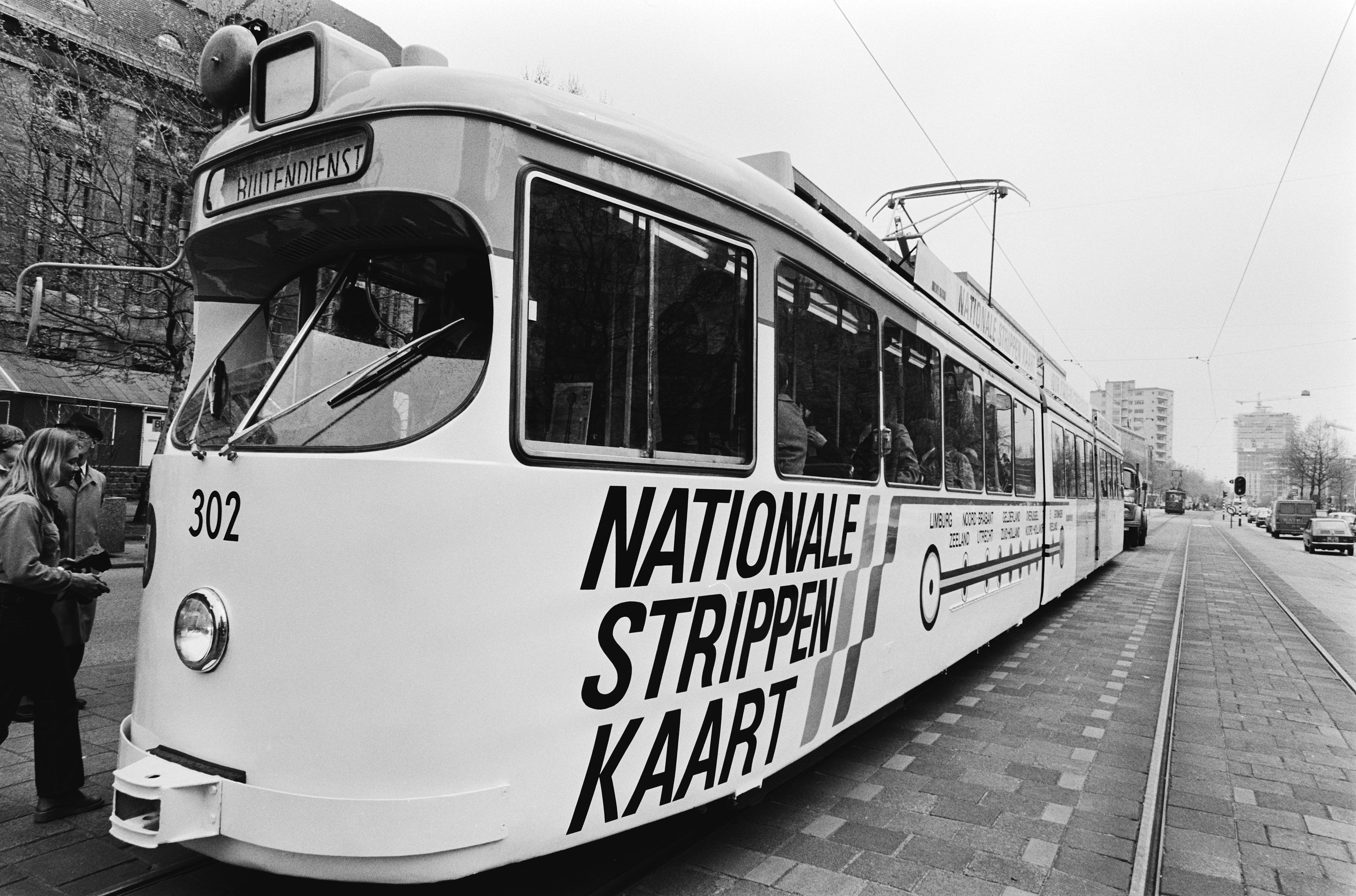
Tram met reclame voor de strippenkaart.

De openbaarvervoerbedrijven waren tot de jaren 1980 vrij in de tariefstelling en uitvoering van enkeltjes en overstapjes. De overheid wilde een gelijkheid wat betreft de tarieven en vond het sectietarief opnieuw uit, in de vorm van zones en de strippenkaart. Heel Nederland werd onderverdeeld in genummerde zones en naargelang men meer zones doorkruiste, moest men meer ‘strippen’ afstempelen en werd de rit duurder. Overstappen is binnen bepaalde, vastgestelde tijden toegestaan. De hondenkaart bleef bestaan; deze is roze in plaats van blauw.
De minister van Verkeer en Waterstaat stelde de zonering vast waartegen de bedrijven weer protesteerden. Zo werd in Den Haag een rit naar Scheveningen ineens 75% duurder, doordat men daarbij vanaf het centrum voorbij Madurodam in een andere zone kwam. De toenmalige indeling bestaat nog steeds. Het fraudegevoelige van de strippenkaart in de tramlijnen (ook door het jarenlang ontbreken van een conducteur op de tram) lag - naast helemaal niets afstempelen (zwartrijden) - in het minder stempelen dan de werkelijke hoeveelheid zones (grijsrijden). Dit is vooral lucratief als men één of twee haltes voor een zonegrens instapt of één of twee na een zonegrens uitstapt.
De toenemende onveiligheid en het gegeven dat uit onderzoek bleek dat 40% van de mensen in Amsterdam zwartreed - waarvan 15% beweerde dat het openbaar vervoer gratis was - leidde naast een politieke rel tot de herintrede van de conducteur op de tramlijnen in Amsterdam en Rotterdam.
Inmiddels is Nederland overgegaan op de OV-chipkaart waarbij men per gereden afstand betaalt.